# Владимир Милисављевић
Владимир Милисављевић, звани Влада Будала (Београд 24. август 1976) је један од завереника у атентату на премијера Србије Зорана Ђинђића.
Означен је као припадник криминалног Земунског клана.
За учествовање у убиству Зорана Ђинђића, пресудом Окружног суда у Београду, осуђен је, по три основе, на 35 година затвора.
Дана 18. јануара 2008, Милисављевић је осуђен на 40 година затвора за учествовање у убиствима, отмицама и терористичким делима.
Налази се у бекству.